# Uğurcan Çakır
Uğurcan Çakır, född 5 april 1996, är en turkisk fotbollsmålvakt som spelar för Trabzonspor.

## Landslagskarriär
Çakır debuterade för Turkiets landslag den 30 maj 2019 i en 2–1-vinst över Grekland.